# Carburo-ε
Il carburo-ε è un precipitato a reticolo esagonale compatto che si forma all'interno della bainite. La sua stechiometria è Fe2-3C ed è estremamente più duro (ma più fragile) della cementite.

## Campo di stabilità
Durante il rinvenimento, il carburo-ε inizia a formarsi intorno agli 80-160 °C, subisce coalescenza tra i 200 e i 260 °C. e si dissolve intorno ai 260-360 °C, dando origine alla cementite (Fe3C).